# Euptoieta dodgei
Euptoieta dodgei är en fjärilsart som beskrevs av Gunder 1927. Euptoieta dodgei ingår i släktet Euptoieta och familjen praktfjärilar. Inga underarter finns listade i Catalogue of Life.